# Zhao Yufen
Zhao Yufen (en chino tradicional, 趙玉芬; en chino simplificado, 赵玉芬; pinyin, Zhào Yùfēn) es una química e investigadora china de la Facultad de Química e Ingeniería Química de la Universidad de Xiamen. Ha criticado abiertamente las plantas químicas. Fue la miembro más joven elegida para la Academia China de Ciencias.

## Biografía
Zhao nació en el condado de Qi, Hebi, Henan y se mudó a Taiwán en 1949 con sus padres. Se graduó de la Universidad Nacional de Tsing Hua (Taiwán) en 1971 y recibió su doctorado de SUNY en 1975.

## Carrera
En 1979, se convirtió en investigadora en el Instituto de Química, Academia China de Ciencias.  Se convirtió en profesora en la Universidad de Tsinghua (Beijing) en 1988 y en 1991, fue elegida para la Academia China de Ciencias, siendo entonces la académica más joven.
En marzo de 2007, creó una petición para detener la construcción de una planta química en Xiamen.  Estaba en contra de la planta, que iba a producir paraxileno (PX), un petroquímico cancerígeno, debido a los riesgos para la salud y la contaminación del medio ambiente. Dijo que "como un proyecto con un alto riesgo de emisiones venenosas y explosiones, el proyecto no debe ubicarse cerca de una ciudad".  También comenzó a escribir cartas para proponer una reubicación de la planta a He Lefeng, el jefe del Partido de Xiamen.  Meses después, los manifestantes utilizaron mensajes de texto para difundir la manifestación contra la planta.  Los legisladores de Xiamen votaron abrumadoramente contra la realización de la planta, que estaba ubicada en la península de Gulei.
El 15 de junio de 2014, como directora de la Academia Zhao Yufen de la Universidad de Xiamen, junto con BIOasis, firmó un contrato para la construcción de un Centro de investigación sobre fósforo y ciencias marinas que se construirá en el Parque Internacional de Biotecnología de Shandong.
Ha publicado trabajos en el Journal of American Chemical Society, Journal of Organic Chemistry, Angewandte Chemie, Bioorganic & Medicinal Chemistry, Chemical Communications y Advanced Synthesis & Catalysis